# Louisy Joseph
Louisy Joseph, de son vrai nom Lydy Louisy-Joseph, née le 14 avril 1978 à Vénissieux, est une chanteuse française. Membre des L5 entre 2001 et 2007 puis en 2022, Louisy Joseph entame en 2008 une carrière solo avec La Saison des amours.
En parallèle de sa carrière musicale, elle s'est illustrée dans les projets Camping Paradis (2015), Coup de foudre à Noël (2017) ou encore Astrid et Raphaëlle (2021).

## Biographie

### Enfance
Lydy Louisy-Joseph est née le 14 avril 1978 à Vénissieux, dans la banlieue de Lyon. D'ascendance martiniquaise, elle prend goût à la musique très jeune. Sa passion pour la musique augmentant de plus en plus, elle compose ses chansons et apprend la guitare, seule, au « feeling ». Peu intéressée par l’école, elle arrête les cours à 15 ans, afin de se consacrer pleinement à la musique. Parallèlement à sa passion, elle entame une formation de serveuse dans une école d’hôtellerie, à Lyon.

### Popstarset lesL5
En 2001, elle participe à la comédie musicale lyonnaise « Salammbô », où elle interprète le rôle de Zelda, la femme guerrière. Durant la même période, elle tente sa chance à plusieurs castings, sans succès. En 2001, une annonce est diffusée à la télévision : celle d’un grand casting musical, Popstars, diffusé sur la chaîne M6. Elle part alors à Paris, où elle passe l’audition. Elle touche le jury, composé de Mia Frye, Santi et Pascal Broussot, par son émotion et par sa détermination. C’est à Lyon qu'à l'issue de programme, Mia Frye lui annonce qu’elle fait partie des gagnantes et qu'elle devient un membre du groupe L5.
Le premier album éponyme reçoit un disque de diamant en 2002 tout comme le premier extrait Toutes les femmes de ta vie. Les singles suivants fonctionnent également très bien. Leur deuxième album, Retiens-moi est, quant à lui, certifié disque de platine, avec plus de 500 000 exemplaires écoulés. Pour Lydy, c’est un rêve. Mais elle reste proche de sa famille, très importante pour elle (une sœur ainée Peggy, un petit frère Weedy, et une petite sœur Kelly).

### Carrière solo

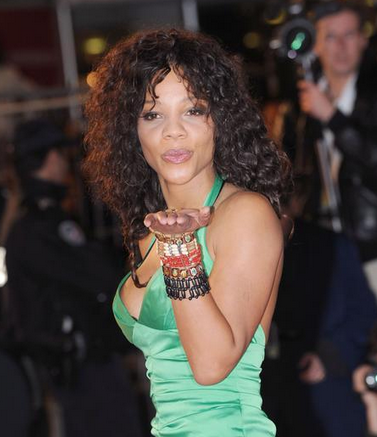
Au NRJ Music Awards 2014.

En 2006, la popularité des L5 s’estompe et le groupe annonce sa séparation. Lydy Louisy-Joseph traverse une période plutôt difficile alors qu'elle prépare un projet d'album. Un ami la convainc alors de contacter Pascal Obispo. Il décide, lorsqu'il la rencontre, de produire son premier album en solo, dans son studio Atlético Music, album qui fut signé chez Warner Music France. Entourée également de John Mamann et Olivier Reine, les réalisateurs de l’album, elle peut réaliser un album qui laisse deviner ses goûts musicaux, avec un son soul, reggae et acoustique. Le style est en rupture avec la variété pop de l'époque des L5. Elle décide également de changer de nom de scène et devient Louisy Joseph. En effet, elle veut différencier les deux histoires, celle de « Lydy des L5 » et le nouveau départ de « Louisy Joseph ».
Son premier album solo La Saison des amours sort le 14 avril 2008, le jour de ses trente ans. Son premier single, Assis par terre, écrit par Lionel Florence, sort le 26 mai 2008 et se classe à la troisième place des ventes de disques en France. Le message des paroles définit bien la période qu'elle a connue après les L5. La première interprétation scénique de ce titre se fait au Zénith de Nantes, à l’occasion du NRJ Music Tour. Le 14 avril 2008 marque également le début des premières parties, qu'elle assurera, de la tournée de Christophe Maé. Son premier « réel » concert en solo, en compagnie de William Baldé, se déroule à l’Élysée Montmartre, le 23 juin 2008. Son deuxième single, Mes insomnies s'inspire d'un thème personnel pour Louisy Joseph qui est insomniaque. La troisième chanson extraite de l'album Imagine de John Lennon, est un hommage reggae à la chanson du chanteur John Lennon, qui parle d’égalité entre les êtres humains. En septembre 2008, La saison des amours est certifié disque d'argent. À partir de janvier 2009, Louisy Joseph entame sa première tournée en solo, dans des petites villes de France.
Son deuxième album solo, Ma radio, sort le 9 juillet 2012. Le premier extrait de ce nouvel opus est Chante, dont le clip a été tourné dans le désert de Californie. Moins de 2 000 exemplaires sont vendus en 2012.
En 2013, dans le cadre d'un collectif d'artistes, elle participe à un album de reprises en version zouk Tropical Family dans lequel elle chante avec Lynnsha et Fanny J Maldòn un succès de Zouk Machine.
En septembre 2014, elle participe au single inédit Kiss & Love au profit du Sidaction,.
À l'automne 2014, elle participe à la cinquième saison de l'émission Danse avec les stars sur TF1, aux côtés du danseur Guillaume Foucault, et termine septième de la compétition.
Le 14 août 2015, elle participe à l'émission Fort Boyard aux côtés de Gil Alma, Elsa Fayer, Sidney Govou, Anaïs Delva et Marc-Antoine Le Bret. Son équipe gagne la somme de 20 940 €.
Son troisième album solo, Music, est sorti le 18 décembre 2015 (réalisé et mixé par Mitch Olivier).
En 2016, elle devient jury de la 3e saison l'émission Music Explorer, les chasseurs de sons sur France O,.
En 2017, elle obtient un rôle dans le téléfilm événement à succès Coup de foudre à Noël, diffusé en deux parties le 18 décembre 2017 sur TF1,.
Le 15 mai 2018, elle participe à The Island : Célébrités sur M6,,,.
Le 24 avril 2019, elle publie le single Faya.
En 2020, elle commercialise le single Revolution.
En 2021, elle apparait dans le 5e épisode de la 2e saison de la série à succès Astrid et Raphaëlle, diffusée sur France 2.

## Télévision

### Émissions
- 2001 : Popstars sur M6 : candidate (sous le prénom de Lydy)
- 2014 : Danse avec les stars (saison 5) sur TF1 : candidate
- 2014 : Faites danser le monde sur France Ô : juge
- 2015 : L'Académie des neuf (NRJ 12) : candidate
- 2016 : Music Explorer, les chasseurs de sons (saison 3) sur France Ô : juge
- 2018 : The Island : Célébrités sur M6 : participante
- 2023 : Saison 6 du Meilleur Pâtissier, spécial célébrités sur Gulli : candidate

### Téléfilms et séries télévisées
- 2015 : Camping Paradis (saison 7, épisode 2 Une star au camping) : Lara Baker/Anne Dampierre
- 2017 : Coup de foudre à Noël, téléfilm d'Arnauld Mercadier : Johanna
- 2021 : Astrid et Raphaëlle (saison 2, épisode 5 Circé) : Sonia
- 2024 : Le Daron (saison 1, épisode 3) : Jessie

## Discographie

### Singles
- 2008 : Assis par terre
- 2008 : Mes insomnies
- 2009 : Imagine de John Lennon
- 2012 : Chante
- 2012 : Le message de nos pères
- 2013 : Le prix à payer
- 2013 : Maldòn (la musique dans la peau)  (avec la troupe de Tropical Family)
- 2014 : Le meilleur
- 2015 : Comme un homme
- 2015 : Music
- 2019 : Faya
- 2020 : Revolution
- 2021 : Carribean woman